# Riama cashcaensis
Riama cashcaensis — вид ящірок родини гімнофтальмових (Gymnophthalmidae). Ендемік Еквадору.

## Поширення і екологія
Riama cashcaensis мешкають на західних схилах Анд в провінціях Болівар і Чимборасо. Вони живуть у вологих гірських тропічних лісах, на висоті від 2600 до 3030 м над рівнем моря.

## Збереження
МСОП класифікує цей вид як такий, що перебуває під загрозою зникнення. Riama cashcaensis загрожує знищення природного середовища.